# James Wolfe

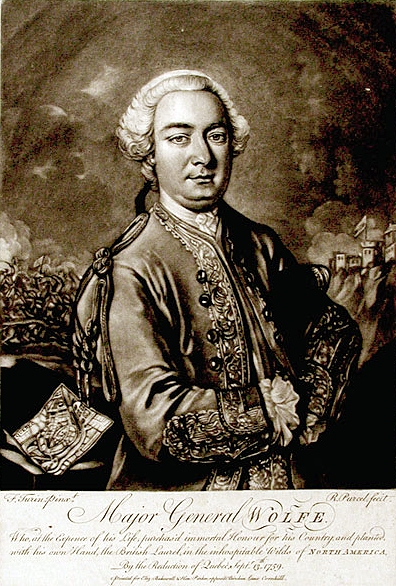
James Wolfe

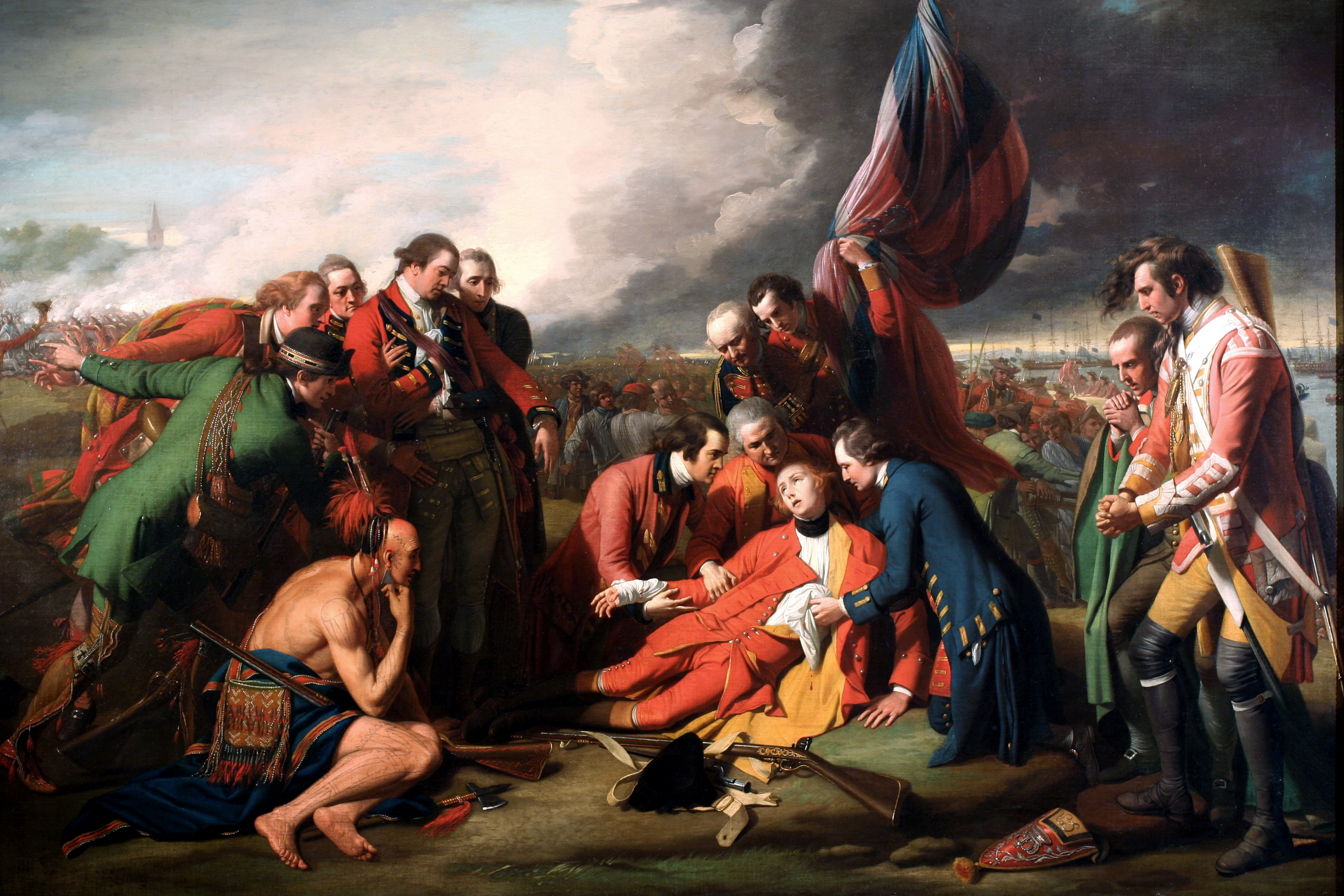
The Death of General Wolfe av Benjamin West, 1770

James Wolfe, född 2 januari 1727 i Westerham, Kent, död 13 september 1759 (stupad) i slaget på Abrahams slätter, var en brittisk militär; major 1748, överste 1750 och generalmajor 1759. Han är mest känd för sin delaktighet i de strider med fransmännen varigenom tog kontroll över Kanada.
James Wolfe ingick i armén som fänrik 1741, deltog i slagen vid Dettingen (1743), Falkirk (1746), Culloden (1746) och Laeffeld (1747). År 1758 utnämndes han till brigadgeneral och deltog samma år i den under Jeffrey Amhersts befäl stående expeditionen mot de franska besittningarna i Nordamerika samt bidrog väsentligen till erövringen av den franska fästningen Louisburg i juli 1758. Då Amherst året därpå anföll de franska fästena längre norrut beslöt Wolfe, som utnämnts till generalmajor och befälhavare för ett detachement om 7000 man, att försöka ett angrepp mot Québec, huvudorten i Kanada. Den franske befälhavaren Montcalms försvarsåtgärder gjorde emellertid alla anfall på östsidan fruktlösa, varför Wolfe djärvt beslöt förflytta sin styrka, nu endast 3600 man, på båtar uppför S:t Lawrencefloden förbi staden och angripa denna från västsidan. I den nu följande striden utanför stadens murar segrade engelsmännen 13 september 1759, men Wolfe stupade liksom även Montcalm. Québec föll i engelsmännens händer. Wolfes kvarlevor fördes till England och bisattes i Westminster Abbey.